# 陳烱松
陳炯松（1938年12月22日—），臺北市人，臺灣政治人物，增額國民大會代表、臺北市議會副議長、經濟部國營事業委員會副主任等職務。

## 生平
陳烱松出身於水利會系統。1958年進入臺灣省立師範大學國文學系夜間部就讀，並在水利會工作半工半讀完成學業。1963年畢業後，白天繼續於水利會工作，夜間則先後任教於大同中學、北一女中、泰北中學及中興中學。1970年至1984年間，他擔任瑠公農田水利會會長，1978年時推動將永春埤淤積填平後的土地，捐給臺北市政府，興建瑠公國中。
1980年，陳烱松當選增額國民大會代表，任內於1986年至1987年間受聘為中華民國總統府光復大陸設計委員會委員:212、1989年當選臺北市議員，並獲選為副議長。他在政壇上與關中為好友。

## 爭議
2014年，連勝文競選台北市長時，陳烱松擔任其競選總部主任委員。11月16日出席「中華民國各省市同鄉會挺連大會」批評無黨籍臺北市長候選人柯文哲時，竟脫口說出：「沒有國家立場的、沒有民族立場的一個候選人，不能讓這樣的人來治理我們『中國的』首都」引發爭議。
臺北市政府於1982年捐助基金新臺幣3億元成立台北病理中心。根據其病理發展基金會員工之檢舉信函內容，陳炯松不具有專業醫療背景，卻坐領高薪，擔任董事長長達二十多年，月薪18萬，年收入216萬，其病理中心的監察人之一林肇堂竟是陳烱松的外甥。2024年2月，臺灣高等法院判決陳烱松必須將退職金中的14,399,000元還給財團法人病理發展基金會。